# Llamp de ferro

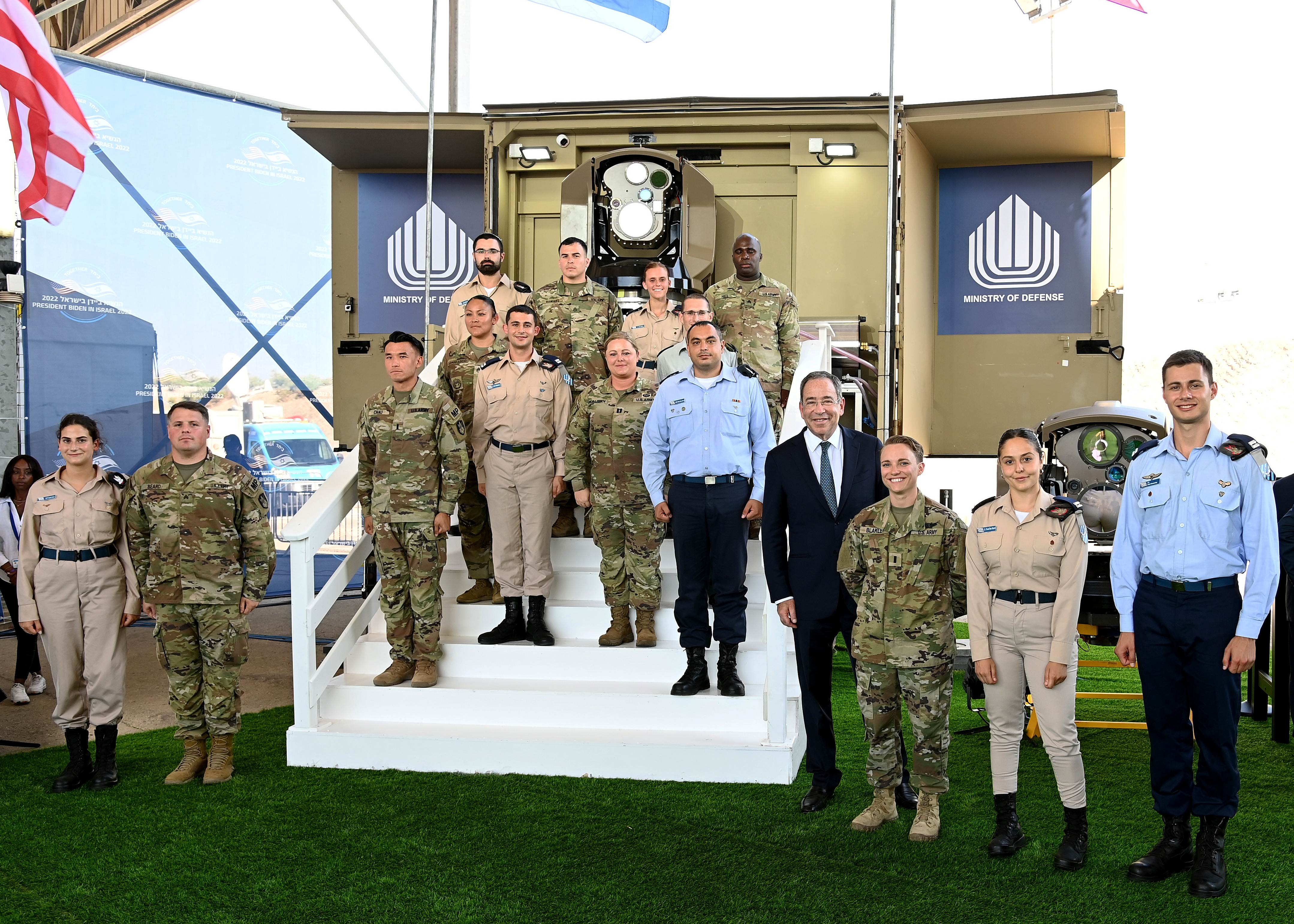
Visita del president Biden a Israel 2022 Crèdit fotogràfic: David Azagury, EUA Ambaixada Jerusalem

Llamp de ferro (en hebreu: קֶרֶן בַּרְזֶל‎ בַּרְזֶל, keren barzel; en anglès, Iron Beam), oficialment מגן אור, magen or, Light Shield és un sistema de defensa aèria d'armes d'energia dirigida presentat al Saló Aeri de Singapur l'11 de febrer de 2014 pel contractista de defensa israelià Rafael Advanced Defense Systems. El sistema està dissenyat per destruir coets de curt abast, artilleria i bombes de morter; té un rang de fins a 7 km (4.3 mi), complementant el sistema Iron Dome (cúpula de ferro) que va ser dissenyat per interceptar míssils llançats des d'una distància més llarga. A més, el sistema també podria interceptar vehicles aeris no tripulats (UAV). Iron Beam constituirà el cinquè element del sistema de defensa de míssils integrat d'Israel, a més d'Arrow 2, Arrow 3, David's Sling i Iron Dome.

## Característiques
Iron Beam utilitza un làser de fibra per generar un raig làser per destruir un objectiu en l'aire. Tant si actua com un sistema autònom o amb una indicació externa com a part d'un sistema de defensa aèria, un sistema de vigilància detecta una amenaça i les plataformes de vehicles la rastregen per tal d'enganxar-s'hi.
El 2016 es va informar que els nivells de potència del làser eren «desenes de quilowatts». Tot i que la informació oficial no està disponible, un informe del 2020 va dir que es pensava que Iron Beam tenia un rang efectiu màxim de fins a 7 km, i podria destruir míssils, UAV (drons) i petxines de morter uns quatre segons després que els làsers bessons de fibra òptica d'alta energia entren en contacte amb el seu objectiu. El 2023, els nivells d'energia podrien arribar als 100 kW o més i el sistema podria enfocar un feix del diàmetre d'una moneda a una distància de 10 km (6,2 mi).

### Avantatges
Els principals avantatges d'utilitzar una arma d'energia dirigida sobre els interceptors de míssils convencionals són menors costos per tret, nombre il·limitat de trets, menors costos operatius i menys mà d'obra. Tampoc hi ha deixalles interceptores que caiguin a la zona protegida.

### Desavantatges
Els desavantatges de les armes energètiques inclouen el requisit que el feix penetri l'atmosfera; els núvols poden impedir-ne l'ús. El feix s'ha de mantenir a l'objectiu, que pot estar girant, durant uns quants segons (el «temps d'estada») abans que s'alliberi prou energia per destruir-lo. Això fa que sigui difícil aturar un bombardeig de diversos míssils fins i tot si el sistema és efectiu, de manera que es continua requerint el foc de volea d'interceptors. També hi ha la possibilitat que els coets estiguin recoberts amb material resistent a temperatures altes per suportar un feix d'energia durant més temps. Les armes energètiques poden ser més efectives contra els drons de vol més lent, amb rotors relativament delicats, flaps de control i sistemes de guia vulnerables a un atac làser més curt que els coets ràpids. Aquesta tecnologia també pot resultar eficaç contra els paracaigudistes.

### Cost
El cost de cada intercepció és insignificant, a diferència dels interceptors de míssils que són cars: al voltant de 2.000 dòlars per tret per cobrir tots els costos, enfront de 100.000 a 150.000 dòlars per tret d'interceptor. Tanmateix, muntar i desplegar una arma d'energia com Iron Beam és costós; malgrat el baix cost per tret, pot ser que no sigui la defensa més rendible.
Iron Beam de 2016 va ser finançat principalment pel Ministeri de Defensa d'Israel (MoD), amb Rafael intentant augmentar l'abast del sistema i associar-se amb altres empreses per desenvolupar encara més el prototip. El desembre de 2022, Rafael i Lockheed Martin van anunciar un esforç conjunt per desenvolupar un sistema de defensa làser basat en el projecte Iron Beam. L'objectiu és produir un sistema format per un parell de làsers d'estat sòlid que, combinats, puguin augmentar la potència fins a 300 kW, així com utilitzar més d'un feix per cremar simultàniament més d'un objectiu alhora.

## Desenvolupament
Basat en catorze anys d'investigació i desenvolupament en làsers d'estat sòlid, el 2024, el sistema està desenvolupat per Rafael (en col·laboració amb Lockheed Martin per al mercat estatunidenc) i finançat pel Ministeri de Defensa d'Israel. Una bateria Iron Beam està formada per un radar de defensa aèria, una unitat de comandament i control (C2) i dos sistemes HEL (làser d'alta energia ). Estava pensat per ser mòbil i poder ser utilitzat autònom, però més tard es va fer no mòbil per abordar els problemes de pes i disponibilitat de potència i es va integrar a Iron Dome per reduir-ne la complexitat. El 2023 era capaç de generar 100 kW de potència centrada en el diàmetre d'una moneda després de 10 km de recorregut.
L'abril de 2022, el Ministeri de Defensa israelià i Rafael van anunciar que en una sèrie d'experiments el sistema va abatre amb èxit drons, coets, bombes de morter i míssils antitanc. Els militars apostaven per un desplegament anterior, possiblement a causa de la preocupació que no hi hauria prou projectils Iron Dome per combatre els atacs; El primer ministre Naftali Bennett va dir el febrer de 2022 que Israel desplegaria el sistema l'any següent. No obstant això, l'octubre de 2022, Rafael va dir que esperava trigar «de dos a tres anys» a desplegar l'arma de 100 kW de manera operativa.
El maig de 2023, Rafael va presentar l'Iron Beam naval destinat a ser instal·lat en vaixells. El sistema està dissenyat per emetre 100 kW fins a «uns quants quilòmetres» per protegir els vaixells contra els eixams de drons i els míssils antivaixell. La versió naval manté les mateixes dimensions exteriors de la torreta i es pot configurar per integrar-se a les superestructures de vaixells o en mòduls contenidors per ser embarcats quan sigui necessari. Es preveia que l'Iron Beam Naval estigui operatiu després de quatre o cinc anys i que se n'instal·li el primer a la corbeta de classe Reshef de la Marina israeliana.
L'octubre de 2023, el Ministeri de Defensa i Rafael van anunciar que desplegarien Iron Beam a la frontera sud amb la Franja de Gaza per provar-lo amb bombardejos de coets disparats per Hamàs durant la guerra entre Israel i Hamàs de 2023.
El coronel Nir Weingold, cap de l'Administració israeliana per al desenvolupament d'armes i d'infraestructura tecnològica (Maf'at, מפא "ת), va dir el gener de 2024: «l'Iron Beam s'implementarà a l'Iron Dome. Aleshores, decidirà si s'utilitza el làser o un míssil per enderrocar l'amenaça. Creiem que estarà operatiu a finals de 2025.»